# Paul Bechstein
Paul Bechstein war ein deutscher Turnfunktionär und Fechter.
Bechstein wurde beim Deutschen Turnfest in München 1923 Deutscher Meister.
1925 reiste er zu den Fechtmeisterschaften der Deutschen Turnerschaft vom 3. bis 5. Oktober 1925 in Hannover als Titelverteidiger.
In den 1930er Jahren war er Turnfunktionär in Leipzig.